# Assassinat de David Amess
L'assassinat de David Amess a lieu le 15 octobre 2021, lorsque le député du Parti conservateur de Southend West est poignardé au cours d'une réunion de circonscription à Leigh-on-Sea. Un homme de 25 ans, apparemment un Britannique d'« origine somalienne », a été arrêté sur les lieux. En avril 2022, il est reconnu coupable de meurtre et de terrorisme et condamné à la prison à vie. La police a déclaré qu'elle traitait l'attaque comme un incident terroriste aux motivations potentiellement liées à l'extrémisme islamique.

## Contexte

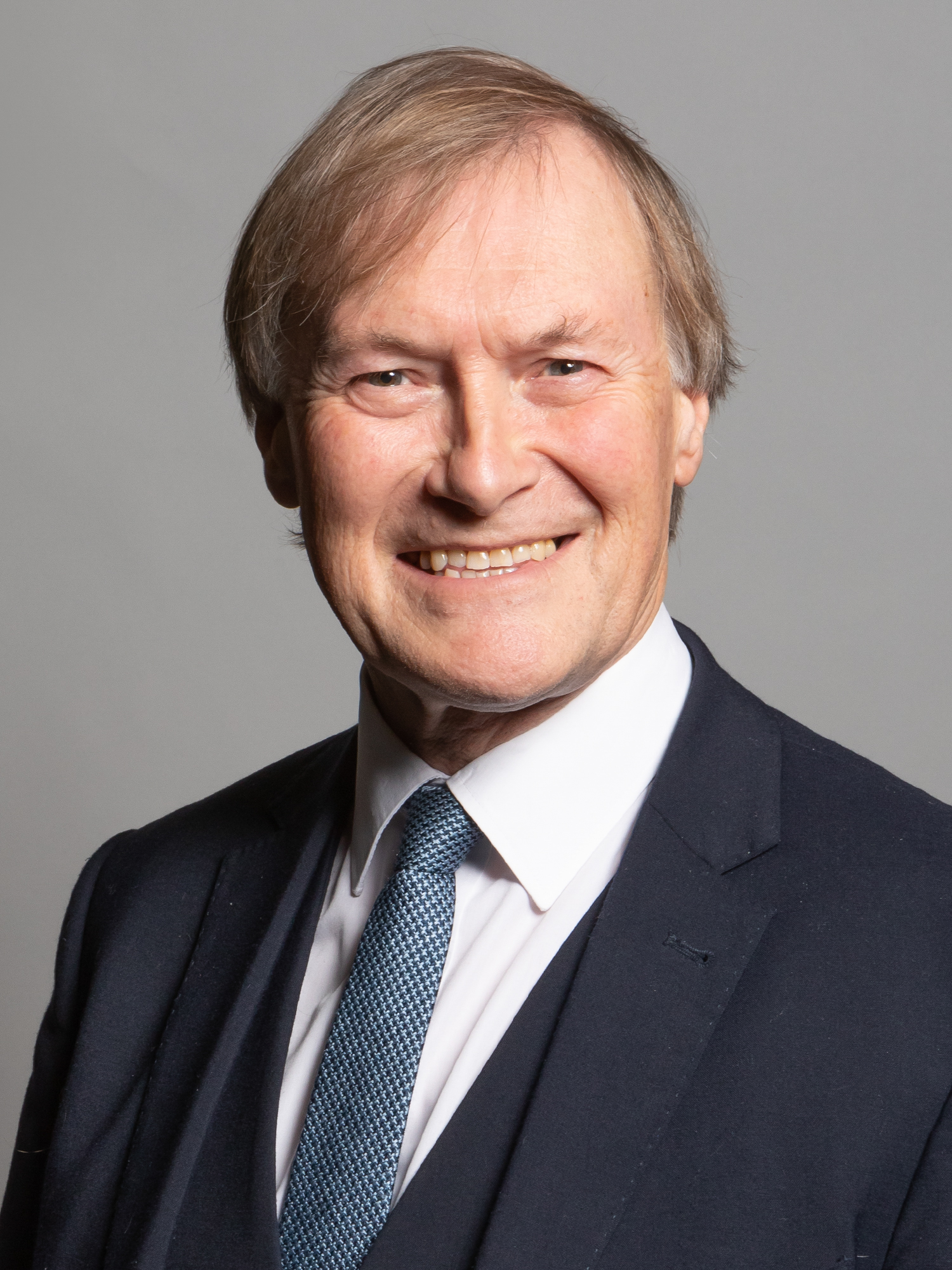
Portrait officiel de Sir David Amess.

Sir David Amess est un homme politique de longue date, entré au Parlement en 1983 en tant que député de Basildon. Il n'occupe aucun poste de responsabilité, mais est un membre « immédiatement reconnaissable »[Selon qui ?] du Parti conservateur, fait chevalier pour son engagement dans le service public. Perçu comme modéré[Par qui ?], il s'est opposé à l'avortement, a fait campagne en faveur du Brexit, a prôné des protections plus strictes en matière de bien-être animal et a fait campagne pour l'attribution du statut de cité à la ville de Southend-on-Sea,,,.
À la suite du meurtre de Jo Cox lors d'une réunion de circonscription en 2016, Amess a mentionné dans sa biographie de 2020 que les craintes d'attaques similaires « ont plutôt gâché la grande tradition britannique selon laquelle les gens rencontrent ouvertement leurs élus », et il a déclaré qu'il avait été victime de harcèlement et d'insécurité à son domicile,,. Les députés sont protégés par la police armée lorsqu'ils sont à l'intérieur du Parlement, la sécurité étant renforcée après l'attaque de Westminster en 2017, mais ils ne bénéficient généralement pas d'une protection policière pendant les réunions de circonscription,,.
Le Figaro note que l'assassinat de David Amess intervient dans un contexte d'augmentation des actes de délinquance contre les parlementaires (+126 % entre 2017 et 2018 et +90 % sur les quatre premiers mois de 2019, selon des chiffres de la police).

## Attaque
Le 15 octobre 2021, Amess était dans une réunion de circonscription à l'église méthodiste Belfairs à Leigh-on-Sea, une ville côtière située à environ 48 km à l'est de Londres, où il devait rencontrer les électeurs de 10 h à 19 h,,. Vers 12 h 5, il a été poignardé à 17 reprises,. La police a été alertée de l'attaque peu de temps après ; des policiers armés ainsi que des hélicoptères médicaux et policiers sont intervenus. Le député a été soigné par des médecins sur les lieux mais est décédé peu de temps après des suites de ses blessures,,,. Un prêtre catholique s'est vu interdire l'entrée sur le lieu du crime ; Amess (lui-même de cette confession) n’a donc pas pu en recevoir les derniers sacrements.

## Enquête
Des agents de la police antiterroriste sont impliqués dans les premières étapes de l'enquête. La police d'Essex (en) a déclaré qu'un « homme de 25 ans a été rapidement arrêté après que des policiers sont arrivés sur les lieux, soupçonné de meurtre et qu'un couteau a été récupéré »,,. Vers 18 h 32, le 15 octobre, la police d'Essex a annoncé que l'enquête avait été confiée à la lutte contre le terrorisme. Plus tard dans la journée, la BBC a rapporté qu'une source gouvernementale a déclaré que le suspect était un ressortissant britannique d'« origine somalienne ». L'auteur présumé, Ali Harbi Ali, est le fils d'un ancien conseiller en communication du gouvernement somalien. Il avait déjà été inclus dans un programme de déradicalisation.
Vers 0 h 30 le 16 octobre, la police a déclaré que l'attaque au couteau était un incident terroriste. L'attaque avait « une motivation potentielle liée à l'extrémisme islamique », selon des officiers,.

## Réponse
Le Premier ministre Boris Johnson est retourné à Westminster à la suite de l'attaque, où les drapeaux ont été mis en berne. Divers groupes parlementaires et personnalités politiques britanniques, actuelles et anciennes, de tous les horizons politiques, ont exprimé leur choc et présenté leurs condoléances, tout comme les proches de Jo Cox. Le président de la Chambre des communes, Sir Lindsay Hoyle, a annoncé que la sécurité des députés sera revue,,. Le député conservateur et président Oliver Dowden annonce qu'à la lumière de la mort d'Amess, les activités de campagne au nom du Parti conservateur seraient suspendues dans tout le pays jusqu'à nouvel ordre. Un porte-parole de l'Organisation des Nations unies a déclaré que les personnalités politiques devraient être en mesure d'accomplir leurs devoirs sans craindre d'être attaqués en réponse à la mort d'Amess.

## Procès et condamnation
Durant son procès à la cour londonienne de l'Old Bailey en avril 2022, l'accusé, Ali Harbi Ali, déclare devant la cour criminelle que frustré de ne pouvoir aller combattre lui-même en Syrie avec le groupe État islamique, il s'était dit qu'il devait « essayer de faire quelque chose ici pour aider les musulmans là-bas ». Il avait aussi envisagé de tuer le ministre Michael Gove. Se considérant comme « un musulman modéré », l'accusé a assuré n'avoir pas de regret.
Le 11 avril, Ali Harbi Ali est reconnu coupable de meurtre et de terrorisme par les jurés. Il n'a fallu que 18 minutes aux jurés pour délibérer et le condamner. « Je l'ai tué parce qu'il faisait du mal aux musulmans », avait-il déclaré. « J'avais le sentiment que si je pouvais tuer quelqu'un qui décidait de tuer des musulmans, cela pourrait empêcher que plus de mal soit fait à ces musulmans », avait-il poursuivi. Le 13 avril, Ali Harbi Ali fut condamné à la prison à vie pour le meurtre. Le juge souligne qu'Ali n'avait « aucun remords ou aucune honte, au contraire », et il continue : « Il s'agit d'un meurtre qui a frappé le cœur de notre démocratie ». Selon un membre de la Metropolitan Police, « l'homme qui commence aujourd'hui une peine de prison à vie est un individu froid, calculé et dangereux ».